# Ланг, Энрико
Энрико Ланг (итал. Enrico Lang; род. 31 марта 1972) — итальянский легкоатлет, специалист по спортивной ходьбе. Выступал на профессиональном уровне в 1995—2016 годах, призёр Кубков мира и Европы, победитель первенств национального значения, участник чемпионата мира в Гётеборге.

## Биография
Энрико Ланг родился 31 марта 1972 года.
Впервые заявил о себе на международном уровне в сезоне 1995 года, когда вошёл в состав итальянской сборной и выступил на Кубке мира по спортивной ходьбе в Пекине — занял 13-е место в личном зачёте 20 км и тем самым помог соотечественникам выиграть серебряные медали командного зачёта. Позднее в той же дисциплине стартовал на чемпионате мира в Гётеборге, где показал время 1:24:43 и расположился в итоговом протоколе соревнований на 15-й строке.
В 1996 году на Кубке Европы по спортивной ходьбе в Ла-Корунье закрыл двадцатку сильнейших в личном зачёте 20 км и взял бронзу командного зачёта.
В 1999 году принял участие в Кубке мира в Мезидон-Канон, был дисквалифицирован в ходе прохождения 20-километровой дистанции за нарушение техники ходьбы.
В 2000 году выиграл бронзовую медаль в ходьбе на 10 000 метров на чемпионате Италии в Милане.
В 2002 году на домашнем Кубке мира в Турине занял 17-е место в личном зачёте 20 км и стал бронзовым призёром командного зачёта.
В 2003 году завоевал бронзовую награду в ходьбе на 10 км на чемпионате Италии в Риети. На Кубке Европы в Чебоксарах показал 16-й результат в личном зачёте 20 км, удостоился бронзовой награды командного зачёта.
В 2004 году помимо прочего стартовал на Кубке мира в Наумбурге, занял 29-е место в ходьбе на 50 км.
В 2005 году в ходьбе на 10 км одержал победу на чемпионате Италии в Брессаноне.
Завершил спортивную карьеру по окончании сезона 2016 года.